# Зинделфинген
Зинделфинген (њем. Sindelfingen) град је у њемачкој савезној држави Баден-Виртемберг. Једно је од 25 општинских средишта округа Беблинген. Према процјени из 2010. у граду је живјело 60.648 становника. Посједује регионалну шифру (AGS) 8115045.

## Географија

### Положај
Зинделфинген лежи изван североисточног руба Горњег Гоја, у подножју неколико узвишења Глемсвалда (заштићено подручје пејзажа) између реке Швипе која извире на градском подручју и потока Зомерхофен. Највиша тачка градског подручја је на 532, а најнижа на 409 метара надморске висине. Градско подручје се простире од 425 до 460 метара надморске висине. Шенбух је удаљен 15 минута, Северни Шварцвалд је од Зинделфингена удаљен око пола сата, а Швапска Јура 50 минута.

### Клима
Годишња количина падавина износи 735 мм и релативно је нормална, јер спада у средњу трећину вредности забележених у Немачкој. На 48 % мерних станица Немачке метеоролошке службе региструју се ниже вредности. Најсувљи месец је јануар, а највише падавина пада у јуну. У јуну пада 2,3 пута више падавина него у јануару. Падавине веома варирају. Само на 15 % мерних станица бележе се веће сезонске флуктуације.

### Суседне општине
Следећи градови и општине граниче се са градом Зинделфингеном. Набројани су у смер казаљке на сату почевши од истока: Штутгарт (градски округ), Лајнфелден-Ехтердинген (Округ Еслинген) као и Беблинген, Енинген, Ајдлинген, Графенау, Магштат и Леонберг (сви Округ Беблинген).

### Градска структура
Зинделфинген се састоји од градског језгра и градских четврти Мајхинген и Дармсхајм, које су припојене у оквиру територијалне реформе 1971. године. Обе припојене бивше општине су месне заједнице у смислу баден-виртембершког општинског уређења, што значи да имају месни савете које становништво месне заједнице бира на сваким локалним изборима. Председник месног савета је месни старешина.
Већ неколико година на подручју бившег беблингенског аеродрома настаје нова градска четврт Флугфелд, заједнички пројекат градова Зинделфинген и Беблинген. Две трећине градске четврти ће се налазити на беблингенској територији, а преостала трећина на зинделфингенској територији.
На пример, у подручју Форум 1 отворена је 2011. године покрајинска агенција ИНУТЕЦ-БВ. Укупно време градње пројектовано је до 2031. године.
У градском језгру се делимично разликују стамбена подручја са сопственим именима, чији су називи настали током историје због градње и која се обично не могу тачно разграничити. У њих спадају, на пример, Кенигскнол, Фивајде, Ешенрид, Фарвизен, Ротбил, Шпицхолц, Ајххолц, Хинтервајл и Голдберг.

### Просторно планирање
Зинделфинген заједно са суседним градом Беблингеном чини средње средиште унутар Регије Штутгарт, чије је главно средиште Штутгарт. Средишњем подручју Беблинген/Зинделфинген припадају, поред два града, и општине у средњем делу округа Беблинген, и то Ајдлинген, Алтдорф, Енинген, Гертринген, Графенау, Хилдрицхаузен, Холцгерлинген, Магштат, Шенајх, Штајненброн, Валденбух и Вајл им Шенбух. Спајање два града током општинске реформе било је планирано, али није реализовано.

### Заштићена подручја
Велики део зинделфингенске територије је пошумљен. Град је са севера и истока окружен шумама које се убрајају у природну област Глемсвалд. На североистоку града налази се природни резерват Задња долина Зомерхофа. Источни део градског подручја припада заштићеном подручју пејзажа Глемсвалд. Други делови пејзажа градског подручја проглашени су заштићеним подручјем пејзажа Зинделфинген. Општина такође има удео у ФФХ подручјима Глемсвалд и Штутгартски залив и Гојски пејзаж на Вирму. Заштићена шума Митхолц налази се у Глемсвалду на граници са Штутгартом. На крајњем западу код Дармсхајма налази се заштићена шума Шелменвазен.